# Amazon Standard Identification Number
Die Amazon Standard Identification Number (Amazon-Standard-Identifikationsnummer, kurz ASIN) ist eine zehnstellige alphanumerische Produktidentifikationsnummer, die von den Amazon-Versandhäusern genutzt wird.

## Verwendung
Die ASIN ist eine betriebsinterne Katalognummer und stellt im Gegensatz zur ISBN keinen internationalen Standard dar.
Jedes Produkt, das auf einer der Amazon-Websites angeboten wird, erhält eine eindeutige ASIN. Bei Büchern, die eine ISBN besitzen, entspricht die ASIN der alten, bis 2006 gültigen zehnstelligen ISBN. Büchern ohne (zehnstellige) ISBN und allen anderen Artikeln wird eine ASIN zugeordnet.
Die ASIN kann auf der jeweiligen Produktseite jedes Artikels eingesehen werden. Auch die Web-Adresse (URL) jedes Produkts im Katalog von Amazon enthält die ASIN. Die kürzeste Methode dabei ist
https://amazon.de/dp/xxxxxxxxxx
wobei xxxxxxxxxx durch die ASIN ersetzt werden muss. Beispielsweise besitzt die DVD-ROM der Wikipedia vom 20. September 2006 die ASIN 3898530213. Als URL ergibt sich also:
https://amazon.de/dp/3898530213
Die ASIN basiert auf dem Zahlensystem mit der Basis 36 und besteht aus den Buchstaben A–Z sowie 0–9. Die erste ASIN startete bei B000000000.

## Kritik
- Vertreter der Open-Content-Bewegung wie der Wikipedia-Gründer Jimmy Wales kritisierten 2005 die Dominanz der ASIN, die insbesondere kleinere Hersteller in einen Lock-in mit dem Warenhaus treibe, und regen die Schaffung einer offenen Alternative an, bei der Hersteller kostengünstig und ohne proprietäre Kontrolle neue Produkt-IDs registrieren können und die entstehenden Datenbanken unter einer freien Lizenz verfügbar sind.[2]

- Die Verwendung einer ASIN kann für Händler in Deutschland als Markenrechtsverletzung gewertet werden, ohne dass die ASIN dem Endverbraucher dabei ersichtlich sein muss, entschied das Landgericht Düsseldorf mit Urteil vom 28. Mai 2014 (Az. 2a O 277/13).[3]